# 4309 Marvin
4309 Marvin (1978 QC) là một tiểu hành tinh vành đai chính được phát hiện ngày 30 tháng 8 năm 1978 bởi đài thiên văn Harvard ở Harvard.